# Monocymbium
Monocymbium là một chi thực vật có hoa trong họ Hòa thảo (Poaceae).

## Loài
Chi Monocymbium gồm các loài: